# Rock of Love
Rock of Love, o El Rock del Amor es un reality show de VH1 donde la estrella de rock líder de la banda Poison Bret Michaels, busca a su media naranja. En la primera temporada eligió a Jess pero la relación no funcionó. En la segunda temporada eligió a Amber, pero tampoco funcionó y hay una tercera temporada que se estrenó el 4 de enero en los Estados Unidos, donde eligió a Taya.

## Transmisión del Show
El Rock del Amor es una competencia de reality show con Bret Michaels, el líder de la banda Poison. La temporada tuvo 13 episodios, y fue estrenada el 15 de julio de 2007 en VH1.
Filmado en Los Ángeles, Las Vegas y Los Cabos, cada episodio tenía el resumen de uno o dos días. Está inspirado en el reality Flavor of Love, que tenía como protagonista a Flavor Flav.
| Temporada         | Inicio de la Temporada | Fin de la Temporada      | Reunión              | Ganadora     | Segundo Lugar    | Número de participantes | Número de Episodios |
| ----------------- | ---------------------- | ------------------------ | -------------------- | ------------ | ---------------- | ----------------------- | ------------------- |
| Primera Temporada | 15 de julio de 2007    | 30 de septiembre de 2007 | 7 de octubre de 2007 | Jes Rickleff | Heather Chadwell | 25                      | 13                  |
| Segunda Temporada | 13 de enero de 2008    | 13 de abril de 2008      | 20 de abril de 2008  | Ambre Lake   | Daisy De La Hoya | 20                      | 14                  |
| Tercera Temporada | 4 de enero de 2009     | 25 de agosto de 2009     | 8 de octubre de 2009 | Taya Parker  | Mindy Hall       | 20                      | 13                  |

## Primera temporada
La primera temporada tenía 25 mujeres, las cuales competían cada episodio en varias competencias para ganar citas con Bret Michaels. Al final de cada episodio les daba un pase, que significaba que la participante continúa y si no le daban el pase la participante era eliminada.

## Controversias
Primera temporada
La controversia comenzó cuando Heather trató de acostarse con Vanilla Ice durante un episodio del reality show de VH1 La vida surrealista: Fame Games.
La concursante Erin recibió llamadas telefónicas en su trabajo, en el cual ella se arrepentía porque a la disquera en la que trabajaba iba a ir Justin Timberlake.
Las dos primeras finalistas fueron Heather y Jess. Jess fue la ganadora de la primera temporada; sin embargo, fue revelado en la reunión que Jess no tenía sentimientos verdaderos por Bret, y le dijo que había elegido a la chica equivocada. Jess siguió y dijo que él y Heather tendrían mejor química.
La Mansión de Hollywood donde participaron las concursantes de la primera temporada de Rock of Love fue previamente usada en la quinta temporada de America's Next Top Model.
Dos participantes del programa son actrices porno:
- La concursante Brandi Cunningham (Brandi C.) se convirtió en actriz porno después del show, bajo el nombre de Brittany Burke.
- La concursante Brandi Mahon (Brandi M. ) hizo trabajos en películas porno antes del show bajo el nombre de Purely Pamela o Pamela. Después de terminar Rock of Love:Charm School y ganar, Brandi M desmintió que había estado en una película porno.

Segunda Temporada
La controversia comenzó cuando los exnovios de las concursantes fueron a la casa. Se reveló que Daisy vivía con su exnovio Charles, en un apartamento de 1 dormitorio. Finalmente cuando Heather, Jessica, Destiney, Ambre y Daisy, todas encuentran algo que decir sobre Daisy sobre la situación de ella y su exnovio, pero sin grandes resultados, ya que Bret se lleva a Daisy lejos del resto para hablar con ella.
La ganadora de la segunda temporada fue Ambre Lake y de segundo puesto quedó Daisy de la Hoya.
La mansión donde se grabó Rock of love 2 fue usada después por Mtv para el programa A shot at love 2 con Tila Tequila.

## Spin-offs

### I Love Money
En I Love Money participaron Destiney, Heather, Rodeo, Megan y Brandi C. la primera en salir del show es destiney después salió rodeo en el episodio 7 después se va heather traicionada por The entertainer, en el episodio 10 brandi C decide dejar voluntariamente el show acausa de problemas con pumkin y Toastee, y en el episode final Megan se va voluntariamente del show quedando con el tercer puesto en el show también participan de Flavor of Love y I Love New York

### Charm School 2:Rock of Love
Charm School 2: Rock of love girls cuenta con participantes de las dos primeras temporadas de Rock of Love y compiten por un premio de Us$100.000 y el título de la reina de Charm School 2.

### Daisy of Love
Daisy of love es un programa de citas para Daisy de la Hoya, quien ganó el segundo puesto de Rock of Love 2.

### Megan Wants a Millionaire
Megan Hauserman tendrá su propio show llamado Megan Wants a Millionaire. El show fue cancelado debido a que uno de sus participantes, Ryan Jenkins, asesinó a la modelo Jasmin Fiore y luego huyó a su país de origen, Canadá, donde se suicidó.